# Rhinella festae
Espèce
Synonymes
- Atelopus festae Peracca, 1904
- Rhamphophryne festae (Peracca, 1904)

Statut de conservation UICN

 LC  : Préoccupation mineure
Rhinella festae est une espèce d'amphibiens de la famille des Bufonidae.

## Répartition
Cette espèce se rencontre entre 200 et 1 700 m d'altitude sur le versant amazonien de la cordillère Orientale, de la cordillère de Cutucú et de la cordillère du Condor, :
- en Équateur dans les provinces de Zamora-Chinchipe, de Morona-Santiago, de Pastaza et de Napo ;
- au Pérou dans la province de Condorcanqui dans la région d'Amazonas.

## Description
Le mâle mesure 42 mm et la femelle 45,8 mm.

## Étymologie
Cette espèce est nommée en l'honneur d'Enrico Luigi Festa (1868–1939).

## Publication originale
- Peracca, 1904 : Viaggio del Dr. Enrico Festa nell Ecuador e regioni vicine: Reptili ed Amfibii. Bollettino dei Musei di zoologia e anatomia comparata della Università di Torino, vol. 19, no 465, p. 1-41 (texte intégral).